# ガラス妄想

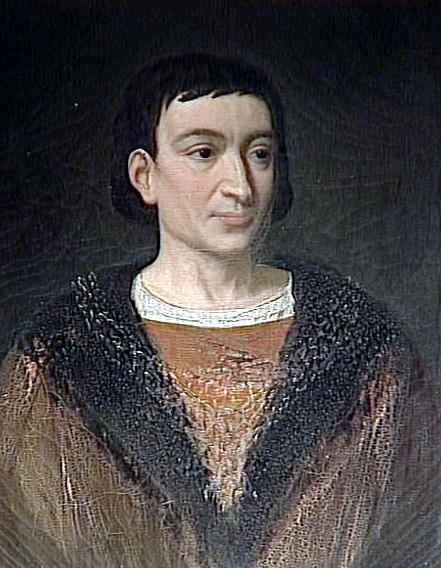
フランス王シャルル6世

ガラス妄想 (英語: glass delusion) は、主に中世・近世ヨーロッパで報告された精神障害の一種。罹患者は自分の体がガラスでできていると思い込み、なにかにぶつかると粉々に砕け散ってしまうという恐れを抱く。有名な例がフランス王シャルル6世で、彼は他人が自分の体に触れることを拒み、偶発的な事故で自分が「砕ける」ことの無いように鉄の棒を服に縫い付けていたという。

## 同時代の文献
17世紀のイングランドの学者ロバート・バートンは、1621年に著した『憂鬱の解剖学』の中で、メランコリー（憂鬱）とは何か一つの心配事から起こる様々な表出形態の一つである、と分析している。「彼らのすべてがガラスでできてるのではないかといって、それ故に何人もその近くに寄ることを許さないという。あるいは彼らのすべてが羽毛のように軽いコルクで出来ているのではないかという。一方では、鉛のように重いのではないかという者もいる。中には頭が肩の上から転がり落ちないかとか、腹の中にカエルがいるのではないかとか、その他さまざまである。」
ミゲル・デ・セルバンテスは、『模範小説集』の中で、「ガラスの学士」（別訳題「びいどろ学士」、スペイン語: El licenciado Vidriera, 1613年）という、大望のある若い弁護士がガラス妄想にかかる物語を描いている。主人公トマス・ロダーハは、媚薬だと思って飲んだ毒に侵されて6か月間寝たきりになった後、重いうつ状態になる。彼は、自分はガラスになり、肉でできた者たちよりも透き通った知覚を持っていると主張し、実際に機知に富んだ発言をして見せた。2年の後、彼はある僧によって病を癒された。治療の詳細については語られず、ただその僧が奇跡を起こす人物だったという伝聞が記されているのみである。
オランダの詩人コンスタンティン・ホイヘンスは、「高価な愚劣」（1622年）という作品の中で、「近寄ってくるあらゆる物を恐れ……椅子が自分を死に至らしめるといって、ベッドの中で震え、誰かが自分の尻を壊し、また誰かが自分の頭を粉砕することを恐れる」者を主題とした。
フランスの哲学者ルネ・デカルトは、『第一哲学に関する諸省察』（1641年）の中で、世界に対する考え方が世間の多数派と異なる者が陥る狂気の一例としてガラス妄想を挙げている。
近代以降もガラス妄想が完全に消滅したわけではなく、稀に現代でも報告されている。2015年、オランダのライデンでガラス妄想に苦しむ男性患者が存在することが報告されている。

## 現代の分析
ガラス妄想の症状が報告されているのは、裕福で教育を受けた階層に限られている。このことから、ガラス妄想は学識のある人間が陥る極度の憂鬱（メランコリー）の症状の一種であったと考えられている。